# Békászó sas

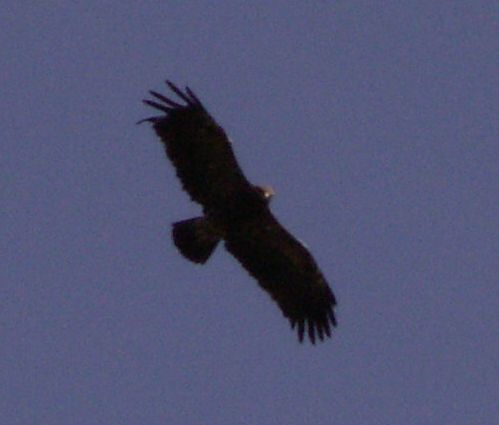
Őrjáraton

A békászó sas (Clanga pomarina), korábban (Aquila pomarina) a madarak (Aves) osztályának a vágómadár-alakúak (Accipitriformes) rendjébe, ezen belül a vágómadárfélék (Accipitridae) családjába tartozó faj.

## Előfordulása
Európa középső és keleti részén honos, telelni Dél-Afrikába vonul. Európában az alábbi országokban számít fészkelő fajnak : Németország, Lengyelország, Szlovénia, Horvátország, Bosznia-Hercegovina, Szerbia, Montenegró, Albánia, Szlovákia, Magyarország, Románia, Bulgária, Görögország, Törökország, Moldova, Ukrajna, Fehéroroszország, Észtország, Lettország, Litvánia és Oroszország. Jelenleg a globális populáció mérete ismeretlen, de 20 000 párra becsülik. Európában összesen 13 000-16 000 pár található.

## Alfajai
Nincsenek.
Az indiai békászósast, amit korábban alfajnak tartottak, 2002 óta külön fajnak tekintik.

## Megjelenése
Testhossza 60–65 centiméter, szárnyfesztávolsága pedig 135–160 centiméteres; testtömege 1100–2000 gramm közötti. A legkisebb faj az Aquila nemből, de így is nagyobb, mint egy egerészölyv. A két nem egyforma, azonban a tojók nagyobbak. Teljes felnőtt tollazatát 3 éves korban éri el. A vadon élő békászó sas átlagéletkora nem meghatározott, de a maximumot 26 évre becsülik.

## Életmódja
Tápláléka apró emlősökből (Apodemus, Microtus, Cricetus, Citellus), kétéltűekből (Rana), madarakból (Alauda, Emberiza, Coturnix), hüllőkből (Lacerta, Natrix) és rovarokból (Iacuste) áll. A Kárpát-medencében kedvelt tápláléka a mezei pocok (Microtus arvalis), telelőterületén a piroscsőrű szövőmadár (Quelea quelea), apró emlősök valamint termeszek.
Természetes élőhelye a rétekkel szomszédos erdők. Északon (Németország, Lengyelország, a Baltikum és Oroszország) nagyrészt nedves síkságain lombhullató és vegyes erdőket részesít előnyben, melyek mocsarakkal és nedves rétekkel szomszédosak. Közép-Európában leginkább Magyarország és Szlovákia területén többnyire dombokon, hegyeken lévő lombhullató erdőkben fészkel, míg Romániában 300-1600 méter magasságban, valamint Bulgáriában 1400 m magasságokban él. Elterjedésének déli részén (Észak-Görögország) viszont csak fenyvesekben él, elkerüli a lombhullató erdőket.
A faj három fő módszert használ vadászatkor: talajon sétálva rövid távon akár futnak is; valamilyen kiágazó helyen várja zsákmányát (szénaboglya, fa, kerítés); vagy alacsonyan siklik egy adott területen és csap le a véletlen meglátott zsákmányra.

## Szaporodása
Az udvarlás általában megkezdődik, amint megérkeznek a költőterületre. Fára, gallyakból építi fészkét, melynek belsejét naponta zöld ágakkal frissíti. A fészekalja két, fehér alapon lila-barna foltos tojásból áll, melyen 38-40 napig kotlik általában a tojó. A kikelt fiókákról még 55-60 napig a szülők gondoskodnak. A békászó sas fiókáinál rendszeresen előfordul a káinizmus.
|  |

## Kárpát-medencei előfordulása
Magyarországon márciustól októberig tartózkodik. Rendszeres fészkelő, de csak kis egyedszámban.

## Védettsége
A Természetvédelmi Világszövetség Vörös listáján nem fenyegetett fajként szerepel. Európában ritka fajként tartják nyilván. Magyarországon fokozottan védett, természetvédelmi értéke 1 000 000 Ft.